# HAT-P-17 b
HAT-P-17 b est une planète extrasolaire (exoplanète) confirmée en orbite autour de HAT-P-17, une étoile de type spectral K, âgée de 7,8 (± 3,3) milliards d'années et située à une distance de 90 ± 3 parsecs du Soleil.
Elle est détectée en 2010, par la méthode des transits.
Avec une masse légèrement supérieure à une demi-masse jovienne (0,534 ± 0,018 MJ) pour un rayon comparable à celui de Jupiter (1,010 ± 0,029 RJ), il s'agirait d'une planète géante gazeuse de faible masse volumique (0,64 ± 0,05 g/cm3) comparable à celle de Saturne.